# A0620-00
A0620-00 är en dubbelstjärna i den mellersta delen av stjärnbilden Enhörningen , som också har variabelbeteckningen V616 Monocerotis. Den har en skenbar magnitud av ca 11,10 och kräver ett teleskop för att kunna observeras. Baserat på parallax enligt Gaia Data Release 3 på ca 0,7 mas, beräknas den befinna sig på ett avstånd på ca 4 700 ljusår (ca 1 400 parsek) från solen. Den rör sig närmare solen med en heliocentrisk radialhastighet på ca -5 km/s.

## Egenskaper
Primärstjärnan A0620-00 är en orange till gul stjärna i huvudserien av spektralklass K5 V. Den har en massa som är ca 0,34 solmassor, en radie som är ca 1,1 solradier och har ca 0,44 gånger solens utstrålning av energi från dess fotosfär vid en effektiv temperatur av ca 5 000 K.
A0620-00 består av två objekt. Det andra objektet kan inte ses, men baserat på dess beräknade massa på 6,6 solmassor, är det för massivt för att vara en neutronstjärna och måste därför vara ett svart hål med stjärnmassa. På ett avstånd av ca 3 300 ljusår (1 000 parsek) (äldre uppgift) bort skulle detta göra A0620-00 till ett av de närmaste kända svarta hålen till solsystemet, närmare Gro J1655-40. De två objekten kretsar kring varandra med en omloppsperiod av 7,75 timmar.

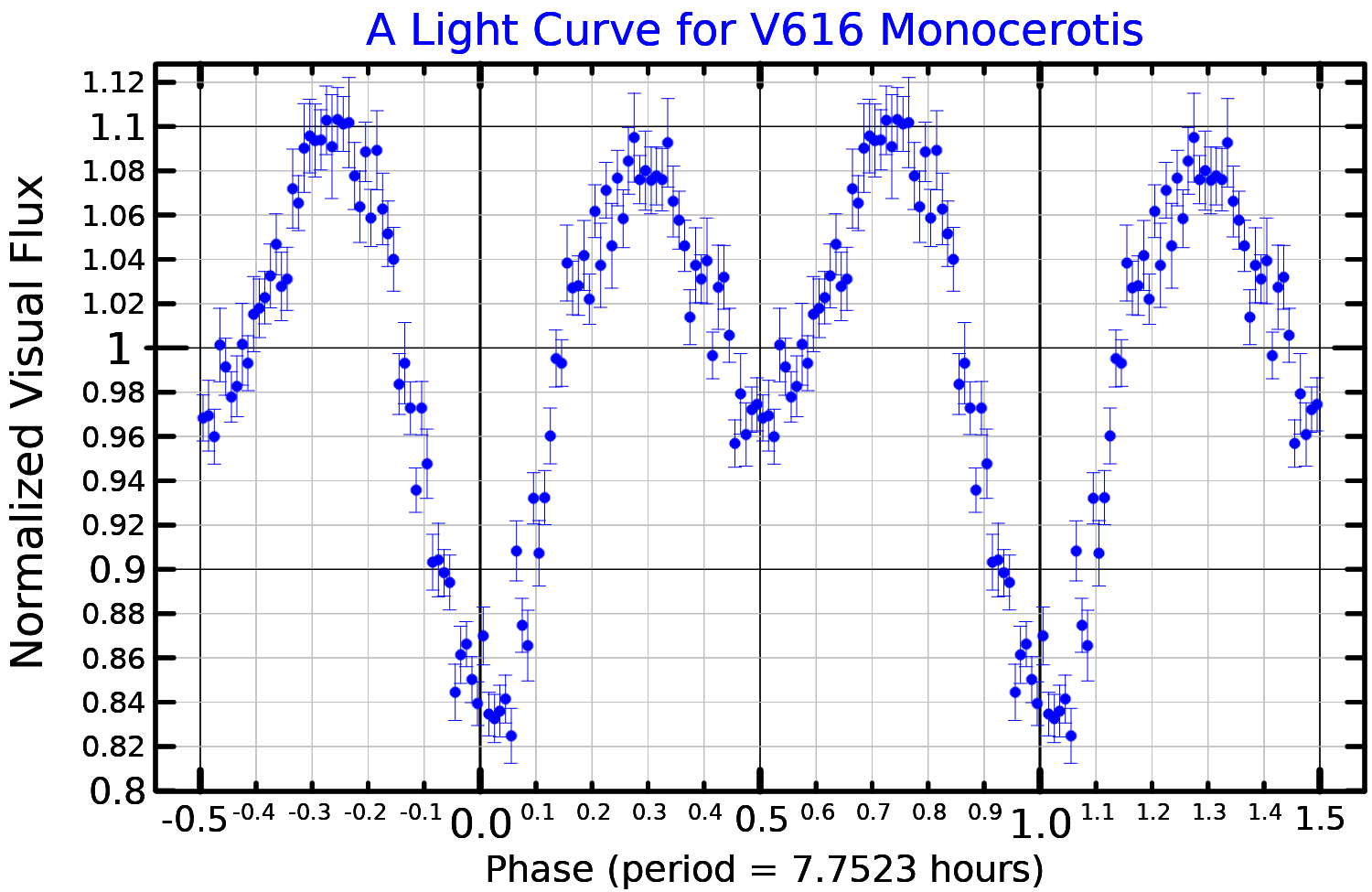
Ljuskurva i visuella bandet för V616 Monocerotis, anpassad från van Grunsven m.fl. (2017)

A0620-00 har genomgått två röntgenemissioner. Den första var 1917. Det andra utbrottet, 1975, upptäcktes av satelliten Ariel 5. Under den tiden var A0620-00 den starkaste röntgenpunktskällan. Den är nu klassificerad som en röntgennova. Dess natur av svart hål natur bestämdes 1986.
Det svarta hålet i A0620-00 drar materia från primärstjärnan till en ackretionsskiva. Ackretionsskivan avger betydande mängder synligt ljus och röntgenstrålning. Eftersom stjärnan har dragits in i en ellipsoid form förändras mängden synlig yta, och därmed den skenbara ljusstyrkan, sett från jorden.